# Tegenaria ramblae
Tegenaria ramblae es una especie de arañas araneomorfas de la familia Agelenidae.

## Distribución geográfica
Es endémica del oeste de la península ibérica (España y Portugal).